# Демина Балка
Демина Балка (укр. Демина Балка) — село в Вишняковском сельском совете, Лубенский район, Полтавская область, Украина.
Код КОАТУУ — 5324881205. Население по переписи 2001 года составляло 147 человек.

## Географическое положение
Село находится в 4 км от левого берега реки Хорол, на расстоянии в 2 км от села Костюки.
Рядом проходит автомобильная дорога М-03.

## История
Село указано на трехверстовке Полтавской области. Военно-топографическая карта 1869 года.

## Известные жители и уроженцы
- Бугаец, Марина Кузьминична (1926 — ?) — Герой Социалистического Труда.